# Abbazia di San Maurizio (Magdeburgo)
L'abbazia di San Maurizio, in tedesco St.-Mauritius-Kloster o Moritzkloster, fu un'abbazia benedettina di Magdeburgo. L'abbazia esistette dal 937 fino al massimo al 963. L'edificio si conservò fino al 1207 circa, all'incirca dove si trovano oggi la cattedrale di Magdeburgo e la sua piazza.

## Storia

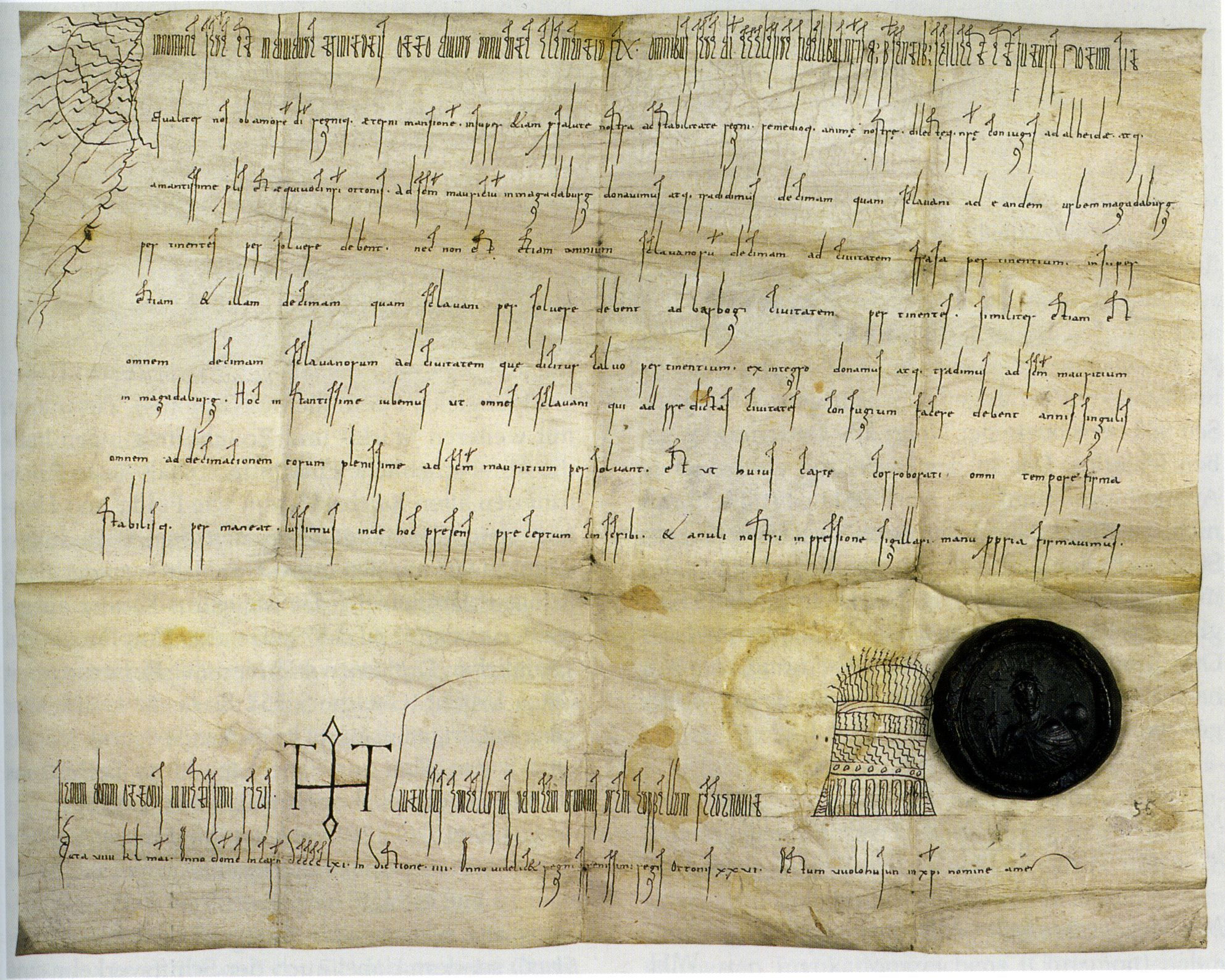
Documento di Ottone il Grande per il monastero di San Maurizio a Magdeburgo, emesso il 23 aprile 961.

L'abbazia fu fondata il 21 settembre 937 dall'allora venticinquenne re Ottone I e quindi alla vigilia del giorno della memoria del santo corrispondente. L'atto di fondazione è ora conservato presso il Landesarchiv Sachsen-Anhalt. Il monastero, che Ottone designò anche come futuro luogo di sepoltura della famiglia, fu riccamente dotato di doni e privilegi. Alla fine di gennaio 946 Editha, la prima moglie di Ottone, una principessa del regno di Wessex e nipote di Alfredo il Grande, trovò la sua ultima dimora nella basilica del monastero. Il sarcofago nella successiva cattedrale fu costruito solo nel 1510 dall'arcivescovo Ernesto II di Sassonia. Nel 2008, gli archeologi hanno trovato una bara di piombo contenente resti che, dopo approfondite ricerche, si è rivelata essere di Editha.
Dopo la vittoria sui Magiari a Lechfeld nel 955, Ottone I perseguì l'obiettivo di stabilire un arcivescovado a Magdeburgo. Il 23 aprile 961 Ottone trasferì al monastero la decima a carico degli slavi che vivevano a Magdeburgo, Frohse, Barby e Calbe.
I primi monaci a occupare il monastero furono i benedettini dell'abbazia imperiale di San Massimino a Treviri. Al più tardi nel 963, i monaci lasciarono il monastero e si stabilirono a circa due chilometri a sud dell'abbazia di Berge, poiché la costruzione della prima cattedrale di Magdeburgo era iniziata nelle immediate vicinanze del vecchio monastero e il complesso monastico era necessario come sede provvisoria dell'arcivescovado di Magdeburgo, che fu fondato poco dopo. È molto probabile che ampie parti della fondazione ottoniana del settembre 937 continuarono ad esistere fino al grande incendio della città del 20 aprile 1207 e furono rimosse solo dall'arcivescovo Alberto I di Käfernburg (in carica dal 1205 al 1232) per far posto al nuovo edificio gotico della cattedrale. L'ala sud dell'attuale chiostro della cattedrale risale al 1160 circa ed è quindi ancora una reliquia del vecchio monastero e anche della cattedrale ottoniana.
Le strutture murarie della cripta, che probabilmente appartenevano alla vecchia chiesa del monastero, scavate da Alfred Koch (architetto di Halle) nel 1926 a sud-est e direttamente accanto al coro alto (ambulacro del coro), possono essere considerate l'ultimo resto strutturale del monastero originale. L'anticamera della cripta è raggiungibile dal chiostro tramite una scala. Nello scavo stesso c'è un'antica copertura di piastrelle che probabilmente appartiene agli spolia che Ottone aveva portato a Magdeburgo dal nord Italia nel X secolo. La cattedrale di Magdeburgo come appare oggi si trova quindi esattamente sul luogo della fondazione ottoniana del 937; la cattedrale del X all'inizio del XIII secolo si trovava qualche decina di metri più a nord, occupando almeno una parte dell'area della piazza del duomo. L'odierna cattedrale di Magdeburgo, utilizzata come chiesa vescovile e parrocchiale, è tutt'oggi consacrata a San Maurizio. Le reliquie di San Maurizio (ossa del cranio, ecc.) furono trasferite dal monastero di Maurizio alla cattedrale di Magdeburgo nel XIII secolo. Ottone I lo ebbe dal re di Borgogna Corrado III nel Natale del 960, dopo il suo matrimonio con la di lui sorella Adelaide nel 951. All'interno della nuova cattedrale ci sono più di due dozzine di rappresentazioni e immagini del santo: la più famosa è la scultura in pietra arenaria della metà del XIII secolo nel coro alto, che mostra un africano dall'aspetto realistico per la prima volta nell'arte alpina del nord. La santa Caterina d'Alessandria fu posta al fianco della santa omonima all'inizio del XIII secolo. Oggi non ci sono resti strutturali visibili del "monastero alternativo" dei benedettini - era situato all'incirca nell'area della casa della società al Klosterbergegarten (conosciuta come Pionierpark durante l'era della DDR), che fu costruita nel XIX secolo secondo i piani di Schinkel da Friedrich Wilhelm Wolff.